# Réaction carbylamine
La réaction carbylamine, également connue sous le nom de synthèse des isocyanures de Hoffmann, est une méthode de synthèse d'un isonitrile (ou isocyanure) par réaction entre une amine primaire, du chloroforme et une base. La conversion implique l'intermédiaire du dichlorocarbène.
La synthèse de l'isocyanure de tert-butyle à partir de la tert-butylamine en présence d'une catalyseur de transfert de phase, le  chlorure de benzyltriéthylammonium, en est un exemple :
Me3CNH2 + CHCl3 + 3 NaOH → Me3CNC + 3 NaCl + 3 H2O
Des réactions similaires ont été rapportées pour l'aniline. On l'utilise notamment pour préparer des amines secondaires.

## Test pour amines primaires
Comme la réaction ne fonctionne que pour les amines primaires, elle peut être utilisée comme test chimique pour détecter leur présence. Dans ce contexte, la réaction est connue sous le nom de « test de l'isocyanure de Saytzeff ». Dans cette réaction, l'échantillon à analyser et chauffé en solution alcoolique avec de l'hydroxyde de potassium et du chloroforme. Si une amine primaire est présente, un isocyanure est formé, indiqué par le dégagement d'une odeur nauséabonde. Le test carbylamine ne donne pas de réaction positive avec les amines secondaires et tertiaires.

## Mécanisme réactionnel
Le mécanisme consiste en l'addition d'une amine sur le dichlorocarbène, un intermédiaire réactif produit par  la déshydrohalogénation du chloroforme. Deux étapes de déshydrochloration successives en milieu basique résultent en la formation de l'isonitrile :

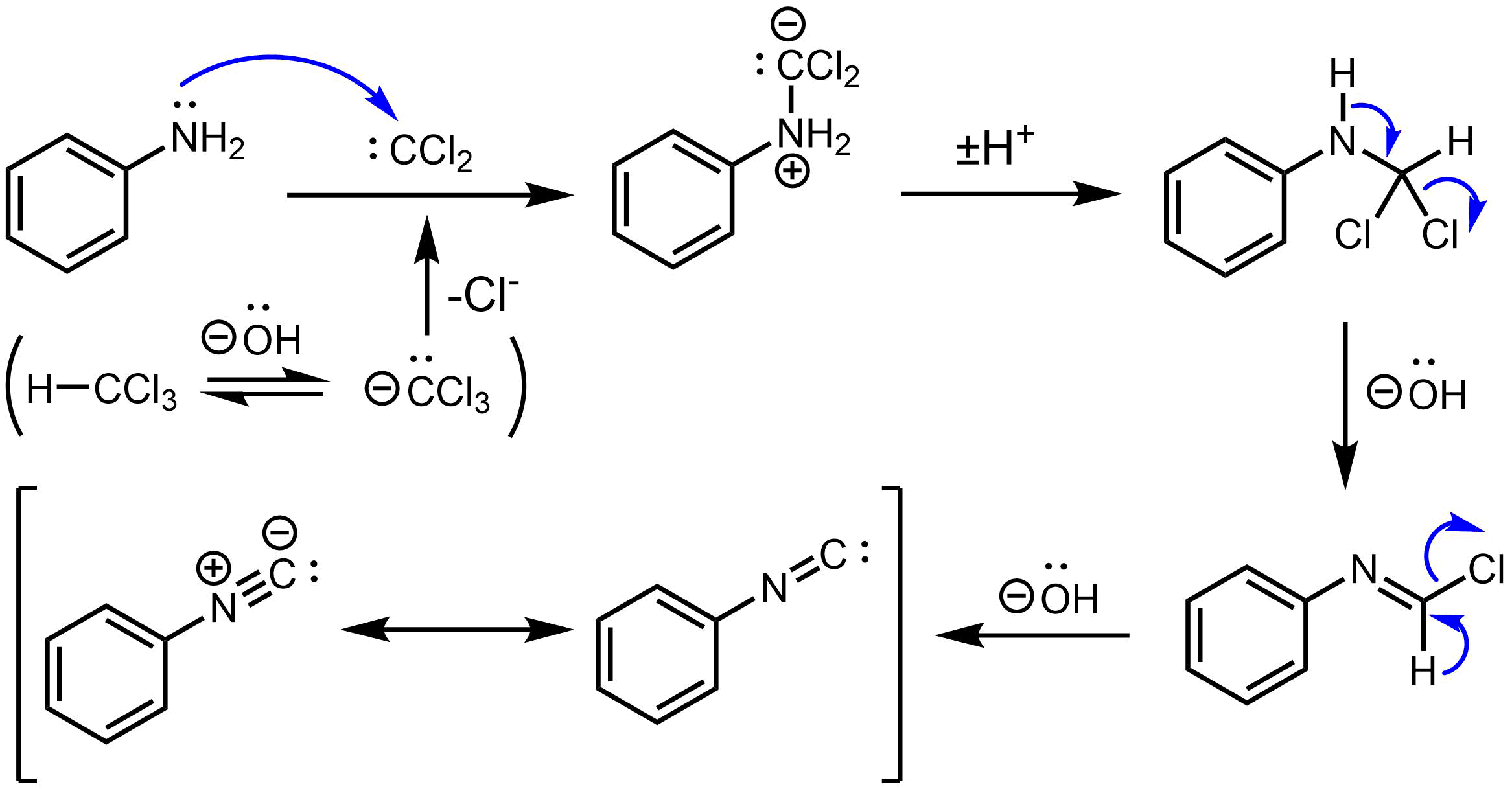
Exemple de réaction carbylamine à partir de l'aniline.